# Georg Friedrich Kinkelin
Georg Friedrich Kinkelin (* 15. Juli 1836 in Lindau (Bodensee); † 13. August 1913 in Frankfurt am Main) war ein deutscher Lehrer, Geologe, Paläobotaniker und Paläontologe.
Sein botanisches Autorenkürzel lautet „Kink.“.

## Leben
Friedrich Kinkelin studierte in Berlin und München und legte 1861 das Staatsexamen in Naturbeschreibung und Chemie ab. Während seines Studiums wurde er Mitglied der Burschenschaft Algovia, deren Tradition später durch die Burschenschaft Arminia München fortgesetzt wurde. Nach seinem Studium wurde er zunächst Lehrer für Chemie in Lindau und übernahm nach weiterer Ausbildung am technischen Labor und am Polytechnikum in Zürich von 1863 bis 1866 die Leitung einer Farbenfabrik in Berlin. 1867 war er Lehrer in Zofingen/Aargau und von 1873 bis 1906 in Frankfurt am Main. Seine Promotion zum Dr. phil. erfolgte 1874 in Basel. 1873 wurde Georg Friedrich Kinkelin Mitglied der Senckenbergischen Naturforschenden Gesellschaft. Von 1884 bis zu seinem Tod war er Leiter der Sektion Geologie/Paläontologie am Senckenberg-Museum.
Am 14. August 1889 (Matrikel-Nr. 2842) wurde er zum Mitglied der Leopoldina gewählt.
1894 wurde ihm der Professorentitel für seine 1882 aufgenommene umfangreiche Lehrtätigkeit verliehen.
1893 und 1908 erhielt er den von Albert von Reinach gestifteten Reinach-Preis der Senckenbergischen Naturforschenden Gesellschaft.
Oskar Boettger benannte ihm zu Ehren die Schlange Rhadinaea kinkelini Boettger 1898.

## Schriften
- Die Urbewohner Deutschlands. Wilhelm Ludwig, Lindau und Leipzig 1882 Digitalisat
- mit Hermann Engelhardt: I. Oberpliocäne Flora und Fauna des Untermaintales, insbesondere des Frankfurter Klärbeckens. II. Unterdiluviale Flora von Hainstadt am Main. In: Abhandlungen der Senckenbergischen Naturforschenden Gesellschaft, 29, 3, 1908, S. 151 ff. Digitalisat
- Über Geweihreste aus dem untermiocänen Hydrobienkalk vom Hessler bei Mosbach-Biebrich. In: Abhandlungen der Senckenbergischen Naturforschenden Gesellschaft, 31, 1912, S. 191–198, Tafel 17 Digitalisat
- Tiefe und ungefähre Ausbreitung des Oberpliocänsees in der Wetterau und im unteren Untermaintal bis zum Rhein. In: Abhandlungen der Senckenbergischen Naturforschenden Gesellschaft, 31, 1912, S. 201–238 Digitalisat